# Luty 2007 w sporcie
Zobacz też: Luty 2007 · Zmarli w lutym 2007 · Luty 2007 w Wikinews

## 26 lutego

### Łyżwiarstwo figurowe
- W niemieckim Oberstdorfie rozpoczynają się Mistrzostwa Świata Juniorów. Polska ma swoich przedstawicieli we wszystkich kategoriach. Impreza potrwa do 4 marca.

### Piłka siatkowa
- Mariusz Wlazły zastał przez trenera Raúla Lozano wykluczony z gry w reprezentacji Polski siatkarzy.

## 24 lutego

### Skoki narciarskie
- Szwajcar Simon Ammann został Mistrzem Świata w skokach narciarskich na skoczni dużej. 2. był Harri Olli, a 3. Roar Ljøkelsøy. Adam Małysz zajął 4. miejsce, a Kamil Stoch był 13.

### Piłka nożna
- Został rozegrany pierwszy mecz w ramach Clericus Cup. (Onet.pl)

## 21 lutego

### Żużel
- Ekstraliga: Spółka Ekstraliga Żużlowa przejęła z dniem dzisiejszym od PZM prowadzenie Ekstraligi (umowa obowiązuje do końca 2009).

## 20 lutego

### Boks
- Znany polski bokser Dawid K. został zatrzymany w Warszawie przez funkcjonariuszy świętokrzyskiego Centralnego Biura Śledczego. (Interia.pl)

## 18 lutego

### Piłka nożna
- UNCAF Cup 2007

|  | Mecz o 3. miejsce: | San Salvador | Salwador  | Salwador  | 0:1 (0:0)         | Gwatemala | Gwatemala |  |
|  | Finał:             | San Salvador | Kostaryka | Kostaryka | 1:1 (0:1), k. 4:1 | Panama    | Panama    |  |

### Rajdowe mistrzostwa świata
- Rajd Norwegii 2007
  - W debiutującym w tym roku w Rajdowych Mistrzostwach Świata Rajdzie Norwegii zwyciężył Mikko Hirvonen osiągając dziewięciosekundową przewagę na mecie nad drugim Marcusem Grönholmem oraz ponad 3 i pół minuty nad trzecim Norwegiem Henningiem Solbergiem.

## 16 lutego

### Piłka nożna
- UNCAF Cup 2007

|  | Półfinał: | San Salvador | Panamy   | Panama   | 2:0 (0:0) | Gwatemala | Gwatemalia |  |
|  | Półfinał: | San Salvador | Salwador | Salwador | 0:2 (0:2) | Kostaryka | Kostaryka  |  |

## 15 lutego

### Piłka nożna
- UNCAF Cup 2007

|  | Mecz o 5. miejsce: | San Salvador | Nikaragua | Nikaragua | 1:9 (1:5) | Honduras | Honduras |  |

## 13 lutego

### Piłka nożna
- UNCAF Cup 2007

|  | Grupa 2: | San Salvador | Panama | Panama | 1:0 (0:0) | Kostaryka | Kostaryka |  |

- Mecze towarzyskie

|  | Maseru | Lesotho | Lesotho | 0:1 (0:1) |  | Suazi |

## 12 lutego

### Piłka nożna
- UNCAF Cup 2007

|  | Grupa 1: | San Salvador | Nikaragua | Nikaragua | 4:2 (3:2) | Belize    | Belize    |  |
|  | Grupa 1: | San Salvador | Salwador  | Salwador  | 0:0       | Gwatemala | Gwatemala |  |

## 11 lutego

### Piłka nożna
- UNCAF Cup 2007

|  | Grupa 2: | San Salvador | Honduras | Honduras | 1:1 (1:0) | Panama | Panama |  |

### Rajdowe mistrzostwa świata
- Rajd Szwecji 2007
  - W tegorocznym rajdzie Szwecji najlepszy okazał się Fin Marcus Gronholm osiągając na mecie 54-sekundową przewagę nad drugim w klasyfikacji Francuzem Sebastienem Loebem. Trzeci ze stratą minuty i 40 sekund był rodak zwycięzcy Mikko Hirvonen. W rajdzie brał udział jeden Polak – Michał Sołowow – ukończył rajd na 21. pozycji ze stratą 22 minut do triumfatora.

## 10 lutego

### Piłka nożna
- UNCAF Cup 2007

|  | Grupa 1: | San Salvador | Belize   | Belize   | 0:1 (0:1) | Gwatemala | Nikaragua |  |
|  | Grupa 1: | San Salvador | Salwador | Salwador | 2:1 (1:0) | Nikaragua | Nikaragua |  |

## 9 lutego

### Piłka nożna
- UNCAF Cup 2007

|  | Grupa 2: | San Salvador | Kostaryka | Kostaryka | 3:1 (1:0) | Honduras | Honduras |  |

## 8 lutego

### Piłka nożna
- UNCAF Cup 2007

|  | Grupa 1: | San Salvador | Gwatemala | Gwatemala | 1:0 (1:0) | Nikaragua | Nikaragua |  |
|  | Grupa 1: | San Salvador | Salwador  | Salwador  | 2:1 (1:0) | Belize    | Belize    |  |

## 7 lutego

### Piłka nożna
- Eliminacje do Mistrzostw Europy w Piłce Nożnej 2008

|  | Grupa D: | Serravalle | San Marino | San Marino | 1:2 (0:0) | Irlandia | Irlandia |  |

- Mecze towarzyskie

|  | Tirana               | Albania    | Albania           | 0:1 (0:1) | Macedonia Północna | Macedonia   |
|  | Algier               | Algieria   | Algieria          | 2:1 (0:0) |                    | Libia       |
|  | Andora               | Andora     | Andora            | 0:0       | Armenia            | Armenia     |
|  | Manchester           | Anglia     | Anglia            | 0:1 (0:0) | Hiszpania          | Hiszpania   |
|  | Bruksela             | Belgia     | Belgia            | 0:2 (0:1) | Czechy             | Czechy      |
|  | Rouen                | Benin      | Benin             | 1:2 (0:1) | Senegal            | Senegal     |
|  | Suzhou               | Chiny      |                   | 2:1 (1:1) | Kazachstan         | Kazachstan  |
|  | Rijeka               | Chorwacja  | Chorwacja         | 2:1 (2:0) | Norwegia           | Norwegia    |
|  | Nikozja              | Cypr       | Cypr              | 0:3 (0:1) | Bułgaria           | Bułgaria    |
|  | Kair                 | Egipt      | Egipt             | 2:0 (1:0) | Szwecja            | Szwecja     |
|  | Saint-Denis          | Francja    | Francja           | 0:1 (0:1) | Argentyna          | Argentyna   |
|  | Tbilisi              | Gruzja     | Gruzja            | 1:0 (0:0) | Turcja             | Turcja      |
|  | Amsterdam            | Holandia   | Holandia          | 4:1 (0:0) | Rosja              | Rosja       |
|  | Teheran              | Iran       |                   | 2:2 (1:0) | Białoruś           | Białoruś    |
|  | Tel Awiw             | Izrael     | Izrael            | 1:1 (1:0) | Ukraina            | Ukraina     |
|  | Cúcuta               | Kolumbia   | Kolumbia          | 1:3 (0:1) | Urugwaj            | Urugwaj     |
|  | Hesperange           | Luksemburg | Luksemburg        | 2:1 (0:1) | Gambia             | Gambia      |
|  | Limassol             | Łotwa      | Łotwa             | 0:2 (0:1) | Węgry              | Węgry       |
|  | Ta’ Qali             | Malta      | Malta             | 1:1 (1:0) | Austria            | Austria     |
|  | Casablanca           | Maroko     | Maroko            | 1:1 (1:0) | Tunezja            | Tunezja     |
|  | Düsseldorf           | Niemcy     | Niemcy            | 3:1 (2:0) | Szwajcaria         | Szwajcaria  |
|  | Jerez de la Frontera | Polska     | Polska            | 2:2 (0:2) | Słowacja           | Słowacja    |
|  | Bukareszt            | Rumunia    | Rumunia           | 2:0 (0:0) | Mołdawia           | Mołdawia    |
|  | Domzale              | Słowenia   | Słowenia          | 1:0 (1:0) | Estonia            | Estonia     |
|  | Lomé                 | Togo       | Togo              | 2:2 (2:0) | Kamerun            | 'Kamerun    |
|  | Glendale             | USA        | Stany Zjednoczone | 2:0 (0:0) | Meksyk             | Meksyk      |
|  | Qarshi               | Uzbekistan | Uzbekistan        | 0:0       | Azerbejdżan        | Azerbejdżan |
|  | Maracaibo            | Wenezuela  | Wenezuela         | 0:1 (0:1) | Chile              | Chile       |

### Skoki narciarskie
- Zawody Pucharu świata w Klingenthal (Niemcy) wygrał Gregor Schlierenzauer przed Simonem Ammanem i Adamem Małyszem. (Gazeta.pl)

## 6 lutego

### Piłka nożna
- Mecze towarzyskie

|  | Londyn       | Australia   | Australia         | 1:3 (0:3) | Dania                    | Dania      |
|  | Gaborone     | Botswana    | Botswana          | 1:0 (0:0) | Namibia                  | Namibia    |
|  | Londyn       | Brazylia    | Brazylia          | 0:2 (0:0) | Portugalia               | Portugalia |
|  | Larnaka      | Bułgaria    | Bułgaria          | 2:0 (2:0) | Łotwa                    | Łotwa      |
|  | Limassol     | Cypr        | Cypr              | 2:1 (1:0) | Węgry                    | Węgry      |
|  | Londyn       | Grecja      | Grecja            | 0:1 (0:0) | Korea Południowa         | Korea Pd   |
|  | Rouen        | Gwinea      | Gwinea            | 1:0 (0:0) | Wybrzeże Kości Słoniowej | WKS        |
|  | Belfast      | Irlandia Pn | Irlandia Północna | 0:0       | Walia                    | Walia      |
|  | La Courneuve | Mali        | Mali              | 3:1 (3:1) | Litwa                    | Litwa      |
|  | Brentford    | Nigeria     | Nigeria           | 1:4 (0:0) | Ghana                    | Ghana      |

## 4 lutego

### Piłka ręczna
- Mistrzostwa Świata w Piłce Ręcznej Mężczyzn 2007
  - Dania pokonała Francję 34:27 i zajęła 3. miejsce mistrzostw świata, a Francja 4.
  - Polska przegrała z Niemcami 24:29 i zdobyła srebrny medal, a Niemcy złoty.

### Skoki narciarskie
- Puchar Świata w skokach narciarskich
  - Adam Małysz wygrał ponownie konkurs Pucharu Świata w Titisee-Neustadt. W pierwszym skoku Polak uzyskał 129,5 m, a w drugim 134,5 m. W klasyfikacji generalnej Pucharu Świata sezonu 2006/2007 Małysz zajmuje 3. miejsce. Do drugiego Gregora Schlierenzauera traci 44 punkty, a do lidera Andersa Jacobsena 230 punktów.

Małysz awansował na trzecie miejsce w klasyfikacji wszech czasów pod względem liczby wygranych konkursów. Zrównał się z Janne Ahonenem. Obaj wygrali po 32 razy.

### Piłka ręczna
- Mistrzostwa Świata w Piłce Ręcznej Mężczyzn 2007
  - Reprezentacja Polski szczypiornistów przegrała 24:29 w finale Mistrzostw Świata w Piłce Ręcznej Mężczyzn z reprezentacją Niemiec.

## 3 lutego

### Biathlon
- Mistrzostwa Świata w Biathlonie 2007
  - Tomasz Sikora był piąty, a Magdalena Gwizdoń czternasta – to najlepsze wyniki polskich reprezentantów na MŚ w biathlonie, odbywających się we włoskiej Anterselwie. Zwycięzcami biegów sprinterskich zostali: wśród kobiet Magdalena Neuner, a wśród mężczyzn Ole Einar Bjørndalen.

### Biegi narciarskie
- Justyna Kowalczyk zajęła 5. miejsce w biegu na 10 km podczas zawodów Pucharu Świata w biegach narciarskich, rozgrywanych w Davos. Zwyciężyła Finka Virpi Kuitunen.

### Boks
- Tomasz Adamek przegrał na punkty walkę z Chadem Dawsonem i stracił tytuł mistrza świata federacji WBC w wadze półciężkiej. Była to pierwsza przegrana w karierze zawodowej Adamka.

### Rajdy samochodowe
- Rajdowe Samochodowe Mistrzostwa Polski
  - Załoga Tomasz Kuchar/Jakub Gerber (Subaru Impreza N12) wygrała 3. Rajd Magurski – 1. rundę RSMP. Druga na mecie zjawiła się para Paweł Dytko/Tomasz Dytko (Mitsubishi Lancer Evo VIII), a trzecia Sebastian Frycz/Jacek Rathe (Subaru Impreza N12).

### Skoki narciarskie
- Adam Małysz wygrał konkurs Pucharu Świata w Titisee-Neustadt, dwukrotnie oddając najdłuższe skoki: na odległość 138,5 i 145 m (wyrównał rekord skoczni Hochfirstschanze ustanowiony przez Niemca Svena Hannawalda). Drugi był Andreas Kofler, trzeci Anders Jacobsen. Drugi z Polaków, Kamil Stoch, był dwudziesty. Piotr Żyła zajął 42., a Stefan Hula 49. miejsce.

### Piłka nożna
- Reprezentacja Polski w piłce nożnej mężczyzn zwyciężyła w towarzyskim spotkaniu z reprezentacją Estonii, rozgrywanym w hiszpańskim Jerez de la Frontera 4:0 (2:0). Gole strzelili: Dariusz Dudka, Adam Kokoszka, Maciej Iwański oraz Paweł Golański.

## 1 lutego

### Piłka ręczna
- Mistrzostwa Świata w Piłce Ręcznej Mężczyzn 2007
  - Niemcy pokonali Francję 32:31 i awansowali do finału, gdzie zmierzą się z Polską.
  - Polska pokonała Danię 36:33 i awansowała do finału, gdzie zmierzy się z Niemcami.

### Piłka nożna
- Andrzej Rusko zrezygnował z funkcji kuratora PZPN. Zastąpi go Marcin Wojcieszak.